# Lidmovice
Lidmovice (německy Lidmowitz) jsou malá vesnice, část obce Skočice v okrese Strakonice v Jihočeském kraji. Nachází se asi dva kilometry východně od Skočic. Vesnicí probíhá silnice I/22, spojující mimo jiné města Strakonice a Vodňany. Je zde evidováno 28 adres. V roce 2011 zde trvale žilo 68 obyvatel.
Lidmovice jsou také název katastrálního území o rozloze 3,28 km².

## Název
Původ názvu se etymologicky odvozuje od vsi lidí Lidmových.

## Historie
První písemná zmínka o vesnici pochází z roku 1262. Toho roku král Přemysl Otakar II. daroval villa Lybmouicz společně s dalšími vesnicemi klášteru benediktinek u svatého Jiří na Pražském hradě, roku 1366 se objevuje název Ludmowiczie.  Roku 1437 klášter o ves přišel rozhodnutím císaře Zikmunda Lucemburského. V roce 1841 již byla vesnice připojena ke Skočicím.

## Současnost

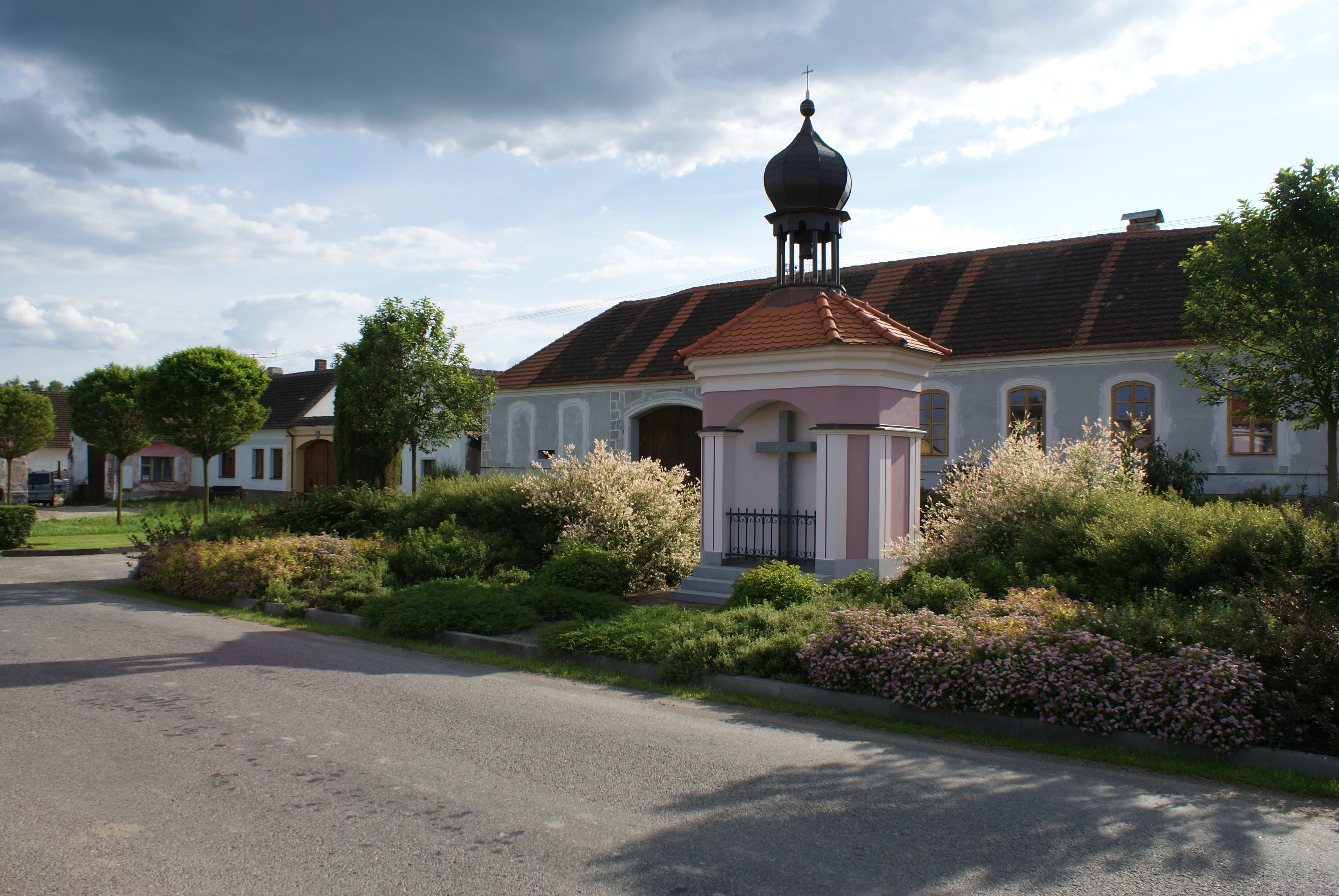
Kaple

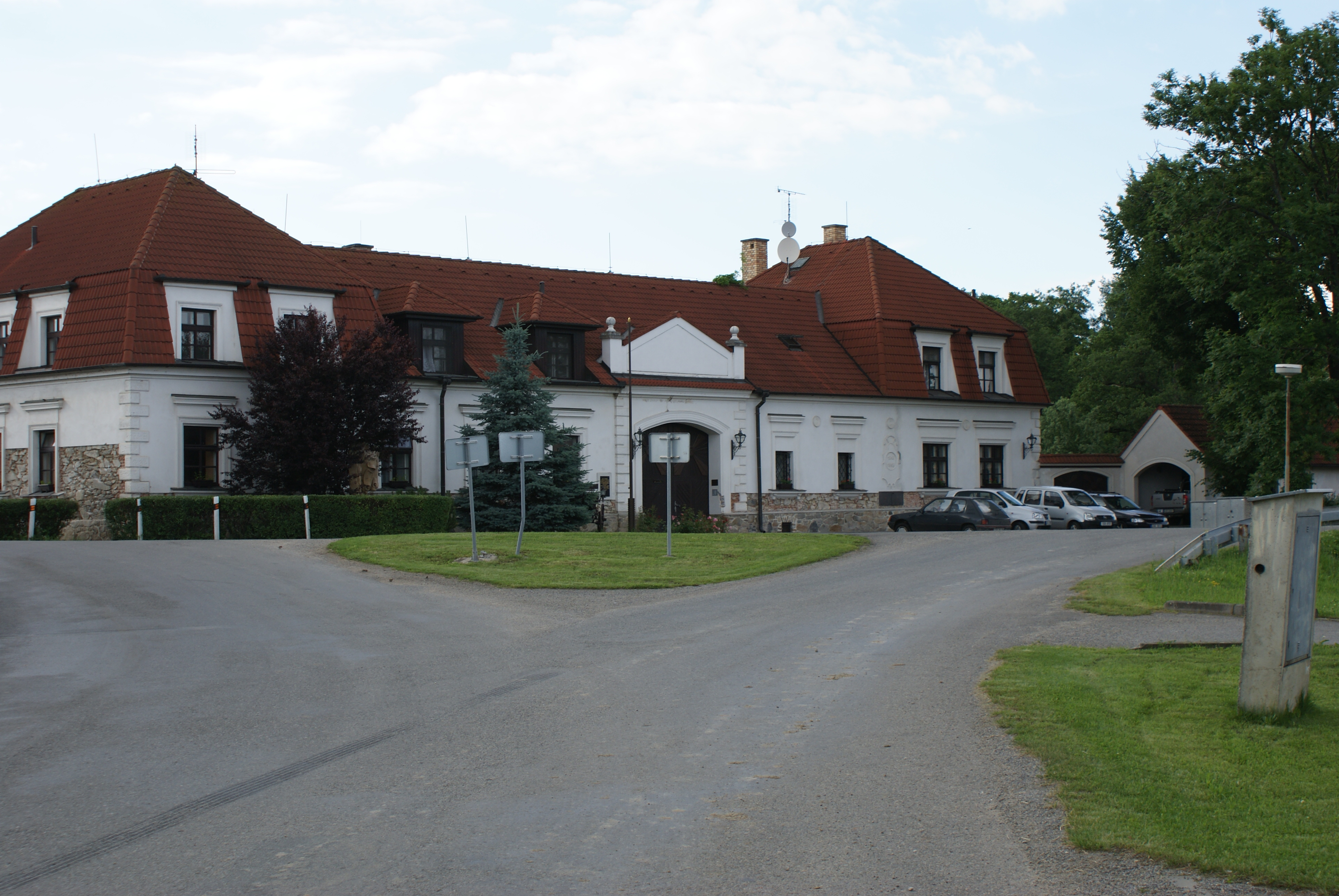
Hřebčín

- Akce, tradice a zvyky: únor: Masopustní průvod masek; březen/duben – Velikonoce; 30. dubna – Májka; červen – dětský den na hřišti; 1. neděle v červenci – Pouť do kostela Panny Marie ve Skočicích; srpen, září – Hasičský víceboj občas; posvícení na svatého Matouše 21. září; listopad - instalace Lidmovického betlému; prosinec – Mikuláš a adventní setkání u betléma
- V obci působí Spolek dobrovolných hasičů, příslušný do Vodňan, má svou hasičskou zbrojnici.

## Obyvatelstvo
| Rok            | 1869 | 1880 | 1890 | 1900 | 1910 | 1921 | 1930 | 1950 | 1961 | 1970 | 1980 | 1991 | 2001 | 2011 | 2021 |
| -------------- | ---- | ---- | ---- | ---- | ---- | ---- | ---- | ---- | ---- | ---- | ---- | ---- | ---- | ---- | ---- |
| Počet obyvatel | 177  | 209  | 192  | 185  | 179  | 168  | 155  | 77   | 88   | 74   | 75   | 62   | 71   | 68   | 72   |
| Počet domů     | 20   | 23   | 23   | 24   | 27   | 26   | 26   | 31   | 26   | 25   | 21   | 28   | 28   | 29   | 32   |

## Obecní správa
Při sčítání lidu v letech 1850–1920 Lidmovice byly osadou obce Skočice v okrese Písek. V letech 1921–1962 byly samostatnou obcí, se kterým patřily nejprve do okresu Písek, ale v roce 1950 v okrese Vodňany. V letech 1963–1971 byly částí obce Krašlovice v okrese Strakonice. Od 26. listopadu 1971 jsou opět částí obce Skočice v okrese Strakonice, kdy se konaly obecní volby. Poté se Krašlovice opět osamostatnily, ale Lidmovice již zůstaly součástí Skočic.

## Pamětihodnosti
- Usedlost čp. 14 (kulturní památka ČR)
- Výklenková kaple svatého Matouše, se zvoničkou; na návsi; postavena v letech 2003–2004 na místě zbořené kaple svatého Jana Nepomuckého
- Hřebčín

## Osobnosti
- V Lidmovicích se narodil František Bakule (1877–1957), český pedagog, první ředitel Jedličkova ústavu